# Арнолд, Сэмуел
Сэмуел (Самюэль) Арнолд (англ. Samuel Arnold; 10 августа 1740, Лондон — 22 октября 1802, там же) – английский композитор, органист.

## Биография
По некоторым данным его матерью была Амелия Великобританская (1711—1786), дочь короля Великобритании Георга II, вступившая в связь с простолюдином Томасом Арнольдом
В детстве был певчим в хоре королевского оркестра, где и получил азы музыкального образования.
Примерно в 1764 году начал писать музыку для театра. Получил известность, как автор сценических произведений, с 1764 года выступал как клавесинист в королевском театре Ковент-Гарден . В 1773 году Оксфордский университет присвоил ему степень доктора музыки. В 1783 году стал органистом королевского оркестра, а в 1793 году – Вестминстерского аббатства. В 1789 году назначен руководителем  барочного оркестра Academy of Ancient Music.

## Творчество
Автор 4-томной антологии произведений старых английских композиторов «Соборная музыка» (1790), инициированной Уильямом Бойсом . Он же предпринял первую попытку издать коллективное издание музыкальных произведений Георга Фридриха Генделя (140 номеров, издано в 1787–1797). Сочинил более 100 сценических произведений (оперы , пантомимы и др. ), а также оратории , гимны и инструментальные пьесы.

## Избранные произведения
- The Maid of the Mill (1765)
- Abimelech (оратория, 1768)
- The Prodigal Son (1773)
- Incidental music for Macbeth (1778)
- The Baron Kinkvervankotsdorsprakingatchdern (1781)
- The Castle of Andalusia (1782)
- Two to One (либретто, 1784)[5]
- Turk and No Turk (1785)
- Juvenile Amusements (1797)